# Bert Scheirlinckx
Bert Scheirlinckx (né le 1er novembre 1974 à Zottegem) est un coureur cycliste belge. Professionnel de 2000 à 2012, il remporte une étape du Tour du Japon en 2002 et le Grand Prix Pino Cerami en 2011. Son frère Staf est également coureur professionnel.

## Palmarès
- 1999
  - 4e étape du Circuit berrichon (contre-la-montre)
  - 2e de Zellik-Galmaarden
- 2002
  - 2e étape du Tour du Japon
  - 3e du Tour du Japon
- 2004
  - 3e du Tro Bro Leon
  - 3e du Tour du Finistère
  - 3e de la Course des raisins
- 2005
  - 3e du Grand Prix Marcel Kint
- 2006
  - 2e de la Polynormande
  - 3e du Hel van het Mergelland
- 2008
  - À travers le Hageland
- 2009
  - 3e de la Flèche flamande
  - 3e de la Course des raisins
- 2010
  - 3e du Grand Prix de Francfort
- 2011
  - Grand Prix Pino Cerami
  - Internationale Wielertrofee Jong Maar Moedig
  - 2e de la Classic Loire-Atlantique

## Classements mondiaux
| Année           | 2005 | 2006 | 2007   | 2008 | 2009 | 2010 | 2011 | 2012 |
| --------------- | ---- | ---- | ------ | ---- | ---- | ---- | ---- | ---- |
| UCI Africa Tour |      |      |        |      |      |      |      | 145e |
| UCI Europe Tour | 940e | 121e | 1 187e | 974e | 310e | 189e | 56e  |      |